# Гиско, Спартако
Рене Спартако Гиско (фр. René Spartaco Guisco, 1911, Милан — 17 апреля 1942, Форт Мон-Валерьен) — французский коммунист, участник гражданской войны в Испании и французского Сопротивления. Участник убийства немецкого коменданта Нанта Карла Хоца.
Его семья перебралась во Францию из Италии в 1921 году. Состоял в ФКП с окончания своей воинской службы. В движении Сопротивления сражался под руководством испанского эмигранта-республиканца Конрадо Мире-Мюста. Вместе с Жильбером Брюстлейном и Марселем Бурдариа сформировал нантскую группу, которая и убила коменданта, известного своей репрессивной политикой.